# Нетребко Олег Володимирович
Оле́г Володи́мирович Нетре́бко (15 липня 1984 — 29 листопада 2014) — солдат Збройних сил України, гранатометник 93-ї механізованої бригади. Учасник боїв за Іловайськ та боїв за Донецький аеропорт. Псевдо «Кеня». Один із «кіборгів».

## Життєпис
Народився на Миколаївщині.
За спогадами матері Людмили Миколаївни, ріс дуже допитливим, любив і захищав тварин. На день народження 10 років попросив коня, йому подарували коня на ім'я Квітка.
Доглядав за квітами, висадив кілька дерев біля річки, планував озеленяти власну вулицю. Був рибалкою і грибником.
Мав добрі фізичні дані — зріст 195 см. Служив в армії, згодом працював у спецпідрозділі «Спрут» м. Києва.

### Бойовий шлях
14 березня 2014 року Олега призвали за частковою мобілізацією. В червні переведений до 93-ї окремої механізованої бригади, був зарахований до зведеної ударно-штурмової роти на посаду гранатометника.
Після місяця навчань з бойової підготовки надійшла команда вирушати на схід. Під час передислокації з десяти машин шість поламались, лагодили по дорозі. Прибули в Старобешеве, наступного дня вирушили на Грабське, де прийняли перший бій. Українських вояків обстрілювали з мінометів, що були встановлені на техніці — на квадроциклах та на КамАЗі. Їх не вдавалося зачепити контрбатарейним вогнем, тому їх знищили, атакувавши табір супротивника.
З Грабського направились до Іловайська у серпні 2014 року. Заходили до міста разом із батальйоном «Донбас». Олег із побратимом-кулеметником Олексієм зайняли позиції у школі, влаштувались у коридорі на другому поверсі.
Проявив у боях мужність, матері його товаришів по службі дзвонили його матері, дякували, що допоміг уціліти їхнім синам.
Після Іловайського «котла» приїхав додому. Привіз прапор, прострілений, увесь у мазуті, який виніс, обв'язавшись ним.
29 листопада 2014-го загинув під час боїв за Донецький аеропорт — з побратимами прикривав «швидку», що евакуювала поранених із аеропорту. Тіло не змогли забрати одразу, бо воно було під завалом. В середині грудня Ігор Гофман із побратимами обміняли чотири трупи росіян — одного десантника та трьох танкістів — на тіло Олега.
Як зниклий безвісти перебував в розшуку 4 місяці. Похований в Новій Одесі на Миколаївщині 2 квітня 2015-го.

## Нагороди та відзнаки
- Орден «За мужність» III ступеня (4 червня 2015, посмертно) — за особисту мужність і високий професіоналізм, виявлені у захисті державного суверенітету та територіальної цілісності України, вірність військовій присязі.[3]
- Відзнака міста Кривий Ріг «За Заслуги перед містом» 3 ступеня (посмертно).
- Нагрудний знак «За оборону Донецького аеропорту» (посмертно).